# サンキ (大阪府)
サンキ株式会社は、かつて大阪府大阪市城東区諏訪3-7-25に本社を置いていた、主に一般用医薬品卸業を扱う企業であった。

## 概要（合併前）
- 代表取締役社長　小山伊三郎
- 資本金 3000万円

## 沿革
- 1946年（昭和21年）12月1日「三喜屋日進株式会社」創業
- 1977年（昭和52年）1月 「大木」（東京都）と合併

## かつての主な取引メーカー
- ロート製薬
- 久光製薬
- ツムラ
- 荒川長太郎合名会社（現・アラクス）
- 森下仁丹

## 営業所
- 大阪営業所
- 北営業所
- 阪南営業所
- 松山営業所
- 平野町営業所

## 関連会社
- 大木製薬株式会社
- 大木